# Freddie Mercury: The Great Pretender
Freddie Mercury: The Great Pretender ou simplesmente The Great Pretender é um documentário britânico de 2012, produzido por Jim Beach e Joss Crowley com direção de Rhys Thomas, sobre Freddie Mercury. O título do filme faz referência ao álbum solo lançado pelo cantor em 1992.

## Produção
"Freddie Mercury: The Great Pretender" faz parte da série Imagine lançado pela rede britânica BBC One em 2012, o documentário foi produzido e dirigido por Rhys Thomas, e traz imagens raras que revelam mais do que nunca o interior da história de vida e carreira de Freddie Mercury. O extenso arquivo de imagens é desenhado a partir de raras cenas de shows, gravações de videoclipes e material pessoal, além de entrevistas com Mercury, muitas nunca antes vistas, e apresentadas pela primeira vez ao público.
Junto ao raro material de vídeo, The Great Pretender incluí entrevistas com Roger Taylor, Jim Beach empresário da Queen, Montserrat Caballé, e os compositores David Arnold e Mike Moran, o letrista Tim Rice, o comediante e fã de longa data Matt Lucas e outros. A partir desses depoimentos emerge um retrato de um homem que foi muito diferente de sua persona pública extravagante no palco. O filme também traz à tona imagens da primeira aparição da banda Queen na televisão, com a mais antiga entrevista filmada de Freddie Mercury, datada de 1976, e outra entrevista nunca vista antes, filmada em 1976 pela rede norte-americana NBC nos Estados Unidos.
The Great Pretender incluí também pela primeira vez, a gravação do dueto de Mercury com Rod Stewart de Let Me Live de 1984, um trecho da então inédita colaboração com Michael Jackson There Must Be More To Life Than This, e Mercury com The Royal Ballet em 1979, nunca visto na íntegra antes.

## Elenco
- Freddie Mercury ... Ele mesmo (arquivo)
- Peter Freestone ... Ele mesmo
- Roger Taylor ... Ele mesmo
- David Arnold ... Ele mesmo
- John Reid ... Ele mesmo
- Paul Gambaccini ... Ele mesmo
- Jim Beach ... Ele mesmo
- Brian May ... Ele mesmo
- Paul Prenter ... Ele mesmo (arquivo)
- David Wigg ... Ele mesmo
- Jim Hutton ... Ele mesmo (arquivo)
- Luciano Pavarotti ... Ele mesmo (arquivo)
- Mike Moran ... Ele mesmo
- Matt Lucas ... Ele mesmo
- Montserrat Caballé ... Ele mesmo

## Lançamento

### Home vídeo
The Great Pretender foi lançado em DVD e Blu-ray pela Eagle Rock Entertainment em 24 de setembro de 2012. Como bônus, o DVD traz uma entrevista não incluída com Montserrat Caballé.

## Recepção

### Prêmios
Em maio de 2013, o filme foi premiado com o Rose d'Or de melhor documentário artístico, e em novembro do mesmo ano, premiado com um Emmy Internacional de melhor programa artístico.